# Zduny (Łowicz)
Pour les articles homonymes, voir Zduny (homonymie).
Zduny (prononciation [ˈzdunɨ]) est un village de la gmina de Zduny, du powiat de Łowicz, dans la voïvodie de Łódź, situé dans le centre de la Pologne.
Le village est le siège administratif (chef-lieu) de la gmina rurale appelée gmina de Zduny.
Il se situe à environ 10 kilomètres au nord-ouest de Łowicz (siège du powiat) et 47 kilomètres au nord-est de Łódź (capitale de la voïvodie).
Sa population s'élevait à 693 habitants en 2006.

## Administration
De 1975 à 1998, le village était attaché administrativement à l'ancienne voïvodie de Skierniewice.

Depuis 1999, il fait partie de la nouvelle voïvodie de Łódź.